# Armando Umberto Gianni
Armando Umberto Gianni (Gragnola, 23 settembre 1939) è un vescovo cattolico italiano, dal 2 dicembre 2017 vescovo emerito di Bouar.

## Biografia
Nacque nel 1939 a Gragnola, all'epoca frazione del comune di Fosdinovo, in provincia di Massa-Carrara.
Entrato giovanissimo nei frati cappuccini nel 1964, appena venticinquenne, fu inviato missionario in Centrafrica. Nominato parroco di Bozoum fu, successivamente, trasferito più a Nord nella parrocchia di Ngaoundaye.

### Ministero episcopale
Nel 1978 gli fu affidato il difficile incarico di costruire dal nulla una nuova Diocesi: Bouar. La nuova circoscrizione ecclesiastica nasceva distaccando una porzione di territorio dalla immensa diocesi di Berbérati; la diocesi era suddivisa in due prefetture: Nana-Mambere ed Ouham-Pende, con 8 sottoprefetture Bossemptele, Bozoum, Bokaranga, Koui, Ngaoundaye, Boaur, Baboua, Baoro, Abba. Consacrato vescovo ha retto la diocesi per 38 anni.
Nonostante la sua appartenenza all'Ordine dei Cappuccini ha tenuto importanti rapporti con la diocesi di Massa Carrara-Pontremoli che gli aveva dato i natali. Proprio da Pontremoli giunsero nella missione centroafricana le suore del Lieto Messaggio nel 1994; successivamente in gemellaggio con la diocesi d'origine fu costituita la parrocchia di Wantiguera.
Mons. Gianni negli anni del suo ministero episcopale ha costruito la cattedrale ed il seminario, ed ha fatto di Bouar una delle diocesi più vivaci, grazie anche alla presenza di numerose comunità di religiose e religiosi. Dopo l'arcidiocesi di Bangui, quella di Bouar è la diocesi con più alunni nelle scuole cattoliche.
Nel 2016 si è ritirato in Italia per motivi di salute finché nel 2017 sono state accolte le sue dimissioni provvedendo alla nomina del suo successore.

## Genealogia episcopale
La genealogia episcopale è:
- Cardinale Scipione Rebiba
- Cardinale Giulio Antonio Santorio
- Cardinale Girolamo Bernerio, O.P.
- Arcivescovo Galeazzo Sanvitale
- Cardinale Ludovico Ludovisi
- Cardinale Luigi Caetani
- Cardinale Ulderico Carpegna
- Cardinale Paluzzo Paluzzi Altieri degli Albertoni
- Papa Benedetto XIII
- Papa Benedetto XIV
- Papa Clemente XIII
- Cardinale Marcantonio Colonna
- Cardinale Giacinto Sigismondo Gerdil, B.
- Cardinale Giulio Maria della Somaglia
- Cardinale Carlo Odescalchi, S.I.
- Cardinale Costantino Patrizi Naro
- Cardinale Lucido Maria Parocchi
- Papa Pio X
- Cardinale Gaetano De Lai
- Cardinale Raffaele Carlo Rossi, O.C.D.
- Cardinale Amleto Giovanni Cicognani
- Cardinale Luigi Poggi
- Arcivescovo Joachim N'Dayen
- Vescovo Armando Umberto Gianni